# Plaza de La Victoria (Chillán)
La Plaza de la Victoria de Yungay o Plaza San Vicente es un área verde ubicada en el sector de Las Cuarto Avenidas de la ciudad chilena de Chillán. Está ubicada entre las calles Maipón por el norte, Arturo Prat por el sur, Claudio Arrau por el oriente y Avenida O'Higgins por el poniente.
El nombre de la plaza se debe a la Batalla de Yungay y también a la Iglesia de San Vicente, ubicada en el lado sur de la plaza. Suele ser concurrida tanto por estudiantes como por fieles religiosos ligados a la Iglesia de San Vicente. Todas la semanas, el día sábado en la tarde se reúnen cerca de 200 niños, niñas y jóvenes pertenecientes al Grupo Guía Scout San Vicente. Existe un plan de remodelación de la plaza cual incluye un anfiteatro.
Dentro de su entorno, se pueden encontrar a la Escuela Juan Madrid, el Museo de la Escuela Normal de Chillán, el Colegio San Vicente de Paul, la sede local de la Cruz Roja Chilena, el Liceo Narciso Tondreau, el Liceo Bicentenario Marta Brunet, la Gota de Leche y los Pabellones Normales. Producto de proyectos inmobiliarios, es considerada una zona en peligro de perdida de su patrimonio.

## Historia

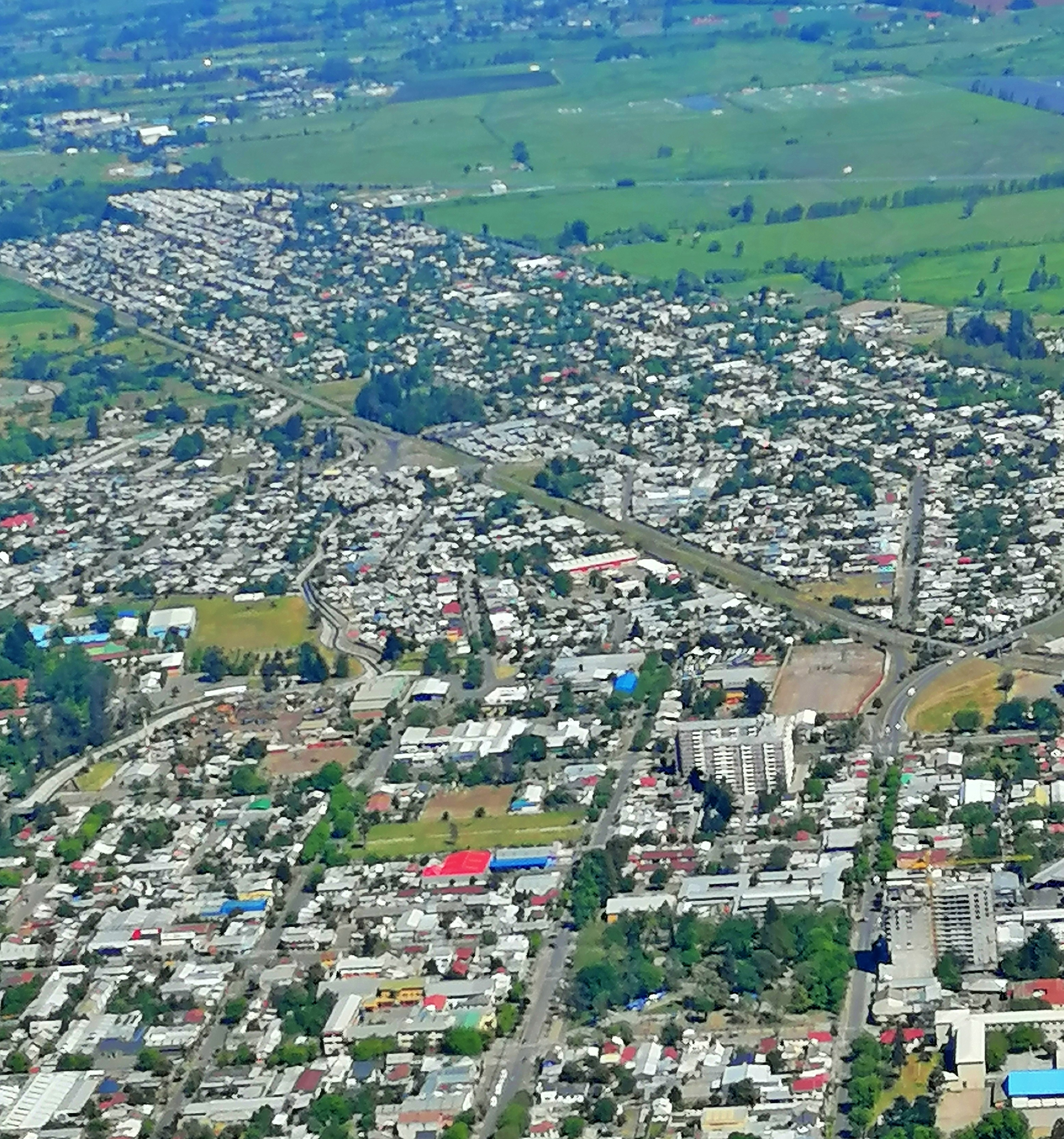
Vista aérea de la plaza y el sector poniente de la ciudad

Fue creada por Carlos Lozier, durante el proceso de refundación de la ciudad tras el Terremoto de Concepción de 1835. Su equipamiento público es parte del plan regulador empleado por Muñoz Maluska después del Terremoto de Chillán de 1939.
En 1973 después del Golpe de Estado, algunos la denominaron "Plaza de la Segunda Independencia".
Durante la Pandemia de COVID-19 en Chile, el aumento de los robos, el consumo de alcohol y drogas, riñas y la instalación de carpas de gente sin hogar en esta plaza, han hecho sentir más inseguridad a los comerciantes y residentes de esta zona.